# 維謝洛克 (溫基夫齊區)
49°8′29″N 27°13′29″E / 49.14139°N 27.22472°E
維塞洛克（烏克蘭語：Виселок）是位於烏克蘭西部的村莊，由赫梅利尼茨基州裡赫梅利尼茨基區的溫基夫齊市鎮負責管轄。該村始建於1493年，面積0.52平方公里，海拔高度301米，2001年人口163，人口密度每平方公里311.1人。